# Maackia amurensis
Maackia amurensis es una especie de árbol perteneciente a la familia de las fabáceas que puede alcanzar los 15 metros de altura. Los epíteto y nombres comunes son del río Amur, región donde se originó el árbol; que se distribuye por el noreste de China, Corea y Rusia.

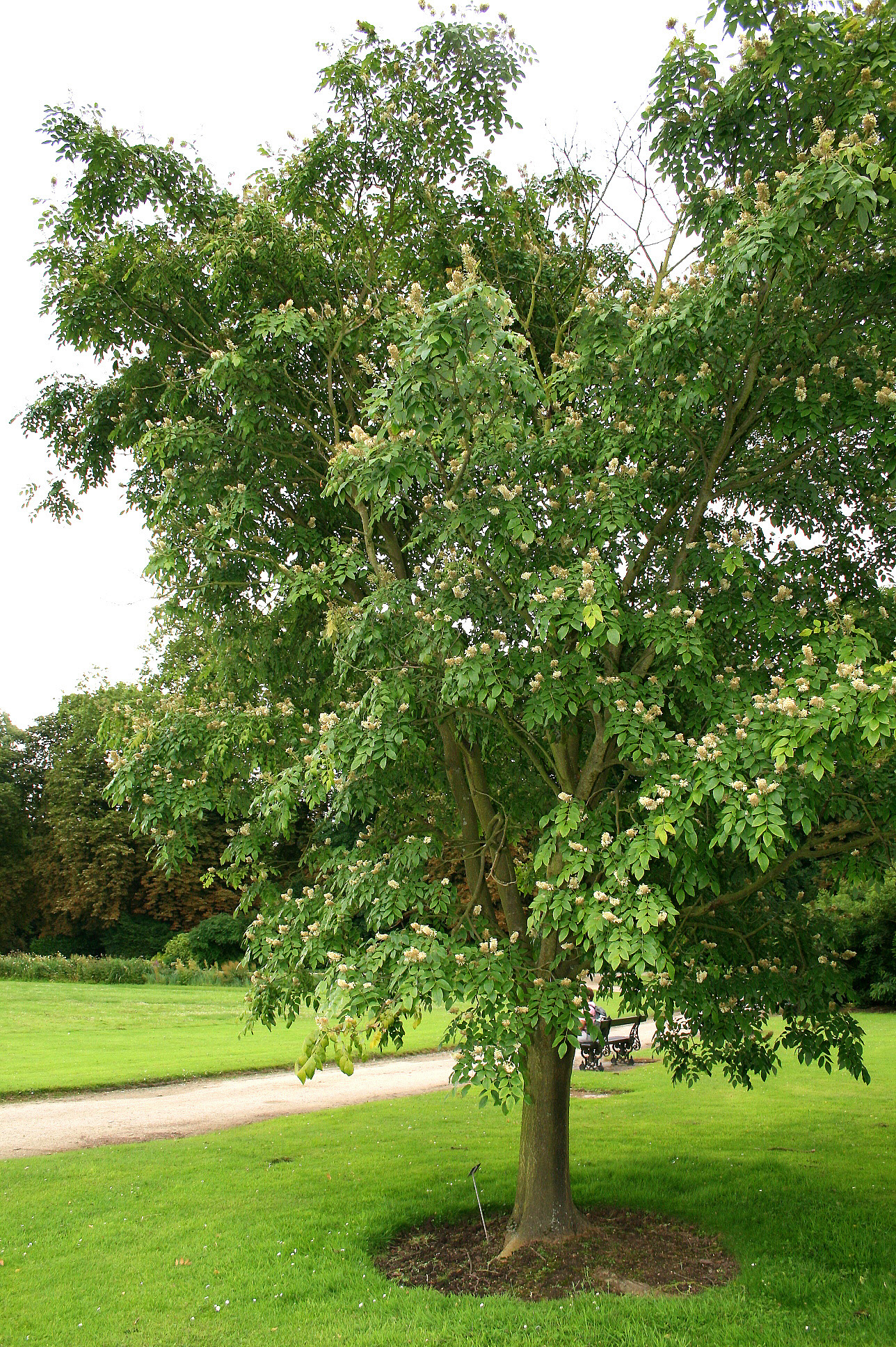
Vista del árbol

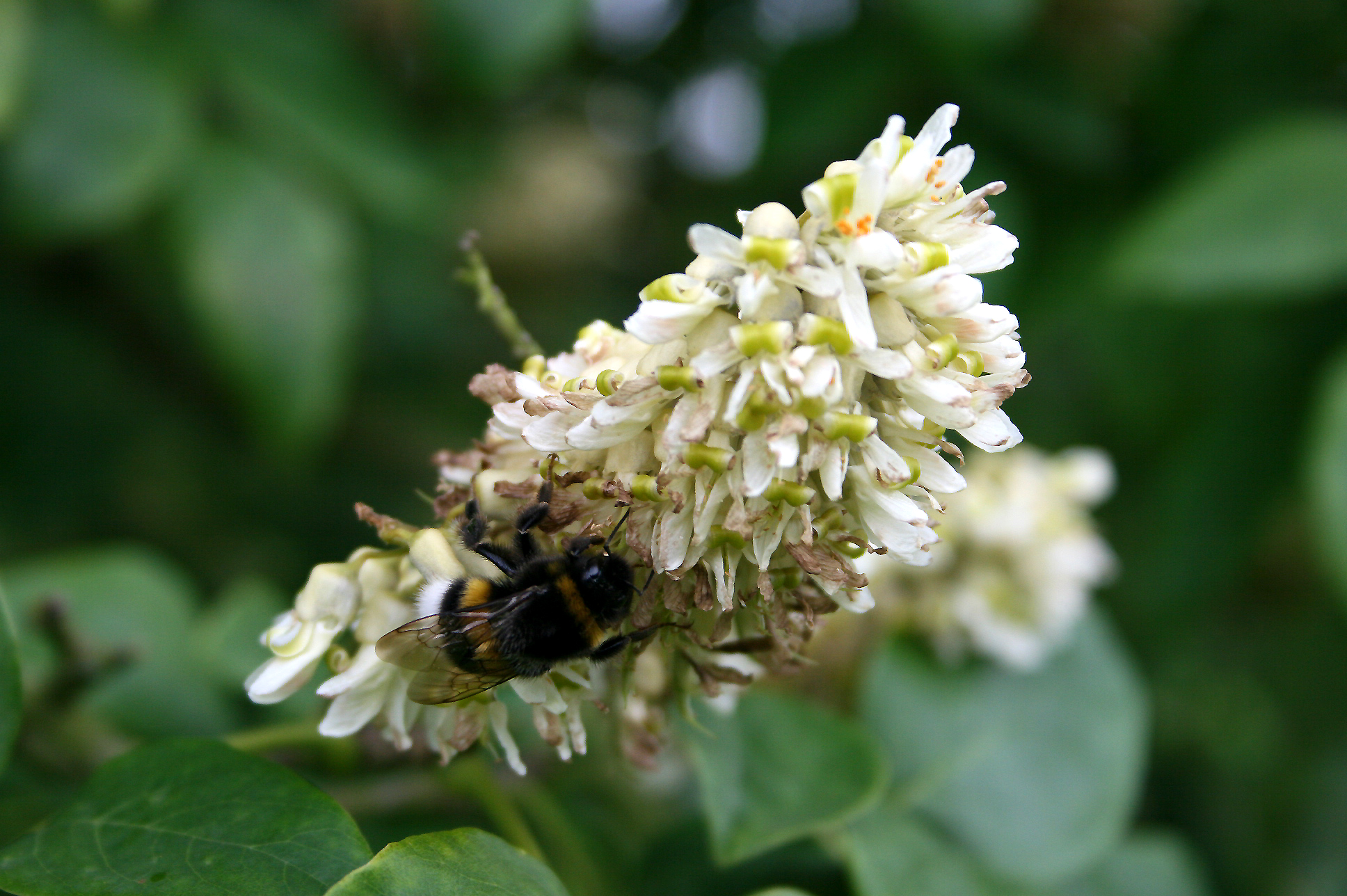
Flores

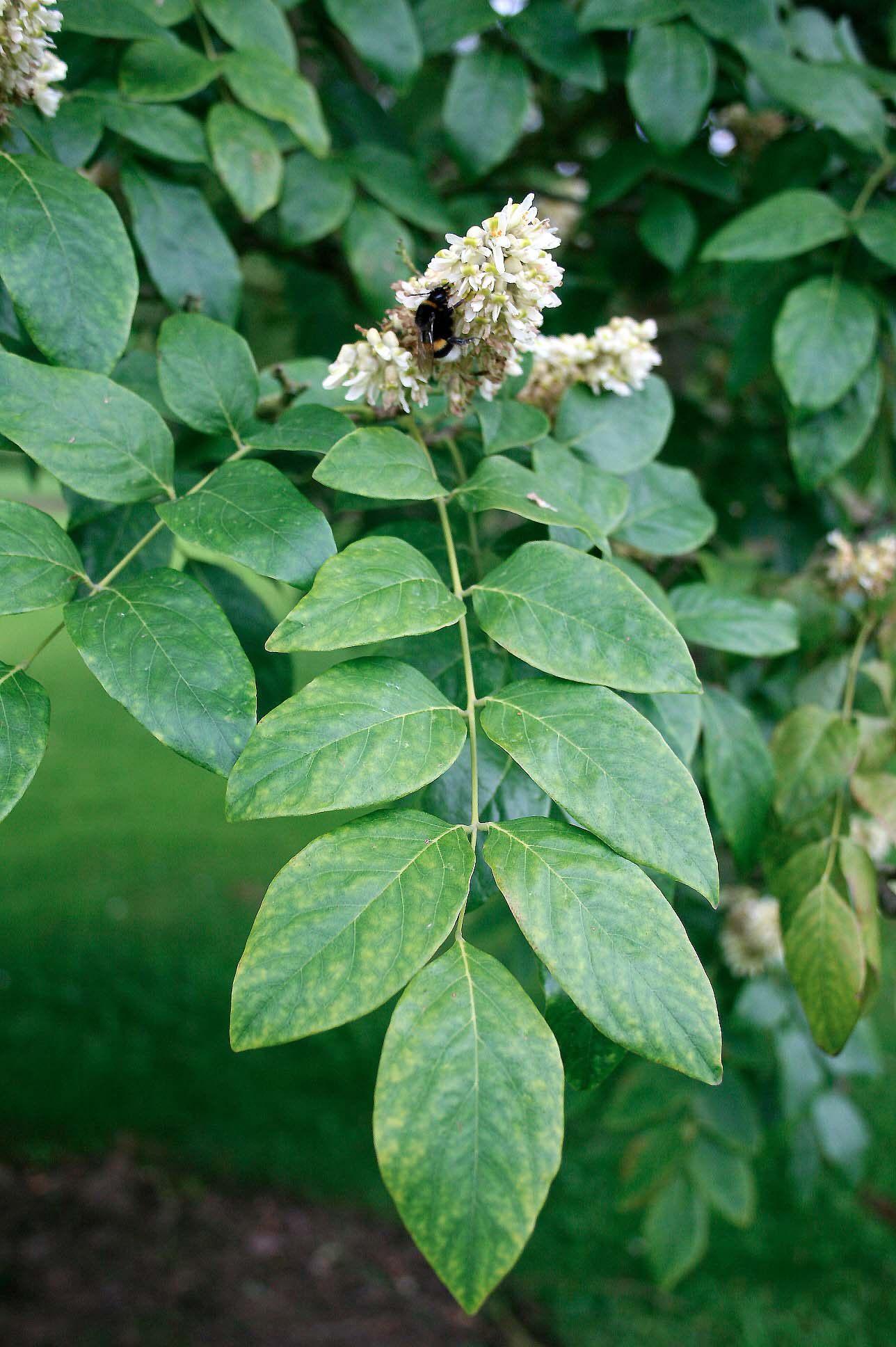
Hojas

## Descripción
Aunque suele alcanzar los 15 m de altura en su origen, solo llega a unos 4,6 m de altura en el medio oeste americano, Amur maackia tolera la sequedad severa, el frío y los suelos pesados. Más interesante que las flores de verano son los brotes que se desarrollan en primavera que aparecen plateados y son tan llamativo como las flores.

## Propiedades
Las isoflavonas daidzeína, retusin, genisteína y formononetina y los pterocarpanos maackiain y medicarpin se pueden encontrar en cultivos celulares de M. amurensis.

## Taxonomía
Maackia amurensis fue descrita por Franz Josef Ruprecht y publicado en Bulletin de la Classe Physico-Mathématique de l'Académie Impériale des Sciences de Saint-Pétersbourg 15: 128, 143. 1856.
Etimología
Maackia: nombre genérico que es llamado así por Maack Karlovich (Richard Maack), un explorador de Siberia del siglo XIX que descubrió el árbol en la región del río Amur en la frontera china siberiana.
amurensis: epíteto geográfico que alude a su localización en la cuenca del Río Amur.
Variedad aceptada
- Maackia amurensis subsp. buergeri (Maxim.) C.K.Schneid.

Sinonimia
- Cladrastis amurenzis (Rupr. & Maxim.) Benth.
- Maackia amurensis var. typica R.C.Schneid.[4]